# Чемпіонат ВЦРПС з хокею з м'ячем 1935 (чоловіки)
Чемпіонат ВЦРПС з хокею з м'ячем 1935 —  перший чемпіонат який проводила Всесоюзна центральна рада професійних спілок. Турнір проводився серед збірних міст, всього взяло участь 20 команд.

## Перший етап
Етап проводився 6—14 лютого за олімпійською системою. Відомості про матчі збереглися не повністю. Далі наводяться відомі результати.
Перше коло
- Куйбишев — Вороніж 3:2
- Свердловськ — Казань 2:0

Фінали кущових змагань
- Московська область — Архангельськ 2:1 (гра відбулася у Калініні)
- Свердловськ — Новосибірськ 4:2
- Москва — Горький 5:3
- Харків — Курськ в:п
- Ленінград — Київ 6:1

## Другий етап
Етап проводився 20 лютого — 12 березня у Москві та Ленінграді. Всього взяло участь сім команд, які перемогли у кущових змаганнях.
1/4 фіналу
- Московська область — Білорусь 1:0
- Москва — Ростов-на-Дону 9:0
- Свердловськ — Харків нічия
- Ленінград не отримав супротивника

Планувалося, що змагання закінчаться 24 лютого у Москві. Однак, розпочалася відлига і більшість команд роз'їхалися. Було вирішено провести фінал у Ленінграді по закінченню Всесоюзних міжвідомчих змагань.
Фінал
| 12 березня 1935 |

| Ленінград                            | 3 – 0 | Москва |
| ------------------------------------ | ----- | ------ |
| Таланов 12' Худяков 28' Ніколаєв 50' |       |        |

| Ленінград |

Збірна Ленінграда: І. Колтунов, П. Петров, В. Григор'єв, П. Лобирь, В. Воног, Н. Смольников, Г. Худяков, В. Понугаєв, І. Таланов, К. Копченов, Н. Ніколаєв. 
Збірна Москви: В. Гранаткін, С. Соколов, Н. Бугров, В. Стрепіхеєв, С. Артем'єв, Денісов, М. Глєбов, П. Сергеєв, Д. Успенський, М. Ільїн, Н. Тімошин.